# Helen Sharman
Helen Patricia Sharman, född 30 maj 1963 i Sheffield, är en brittisk astronaut som genomfört en rymdfärd.

## Rymdfärdsstatistik
| Färd        | Datum            | Tid       | Rymdpromenad |
| ----------- | ---------------- | --------- | ------------ |
| Sojuz TM-12 | 18 - 26 maj 1991 | 189:13:00 | 0:00:00      |
| Totalt      | Totalt           | 189:13:00 | 0:00:00      |